# Borgata Costiera
Borgata Costiera (La Custera in siciliano), è una frazione di 423 abitanti di Mazara del Vallo, comune italiano del libero consorzio comunale di Trapani in Sicilia.

## Geografia fisica
Borgata Costiera, insieme a Mazara Due, è una delle due frazioni del comune di Mazara del Vallo, dal cui centro dista circa 8 chilometri. La frazione si trova in prossimità del sito archeologico di Roccazzo.